# Петър Стоянов (революционер)
Вижте пояснителната страница за други личности с името Петър Стоянов .
Петър Стоянов е български революционер от Македония.

## Биография
Петър Стоянов е роден в Горна Джумая, тогава в Османската империя, днес Благоевград, България. Става съратник на Георги Раковски. По предложение на Раковски Стоянов оглавява малка чета, която в 1864 година заедно с четата на Христо Македонски минава река Дунав и се отправя към Стара планина. След това четата стига Софийско, Рилския манастир и прехвърля Пирин. Установява се в Света гора. Целта на четите е да проучат склонността на населението към бунт. Заедно с четата на Македонски прекарва зимата на Света гора, след което се връща обратно във Влашко и е отново на разположение на Раковски.